# Colónia de aves

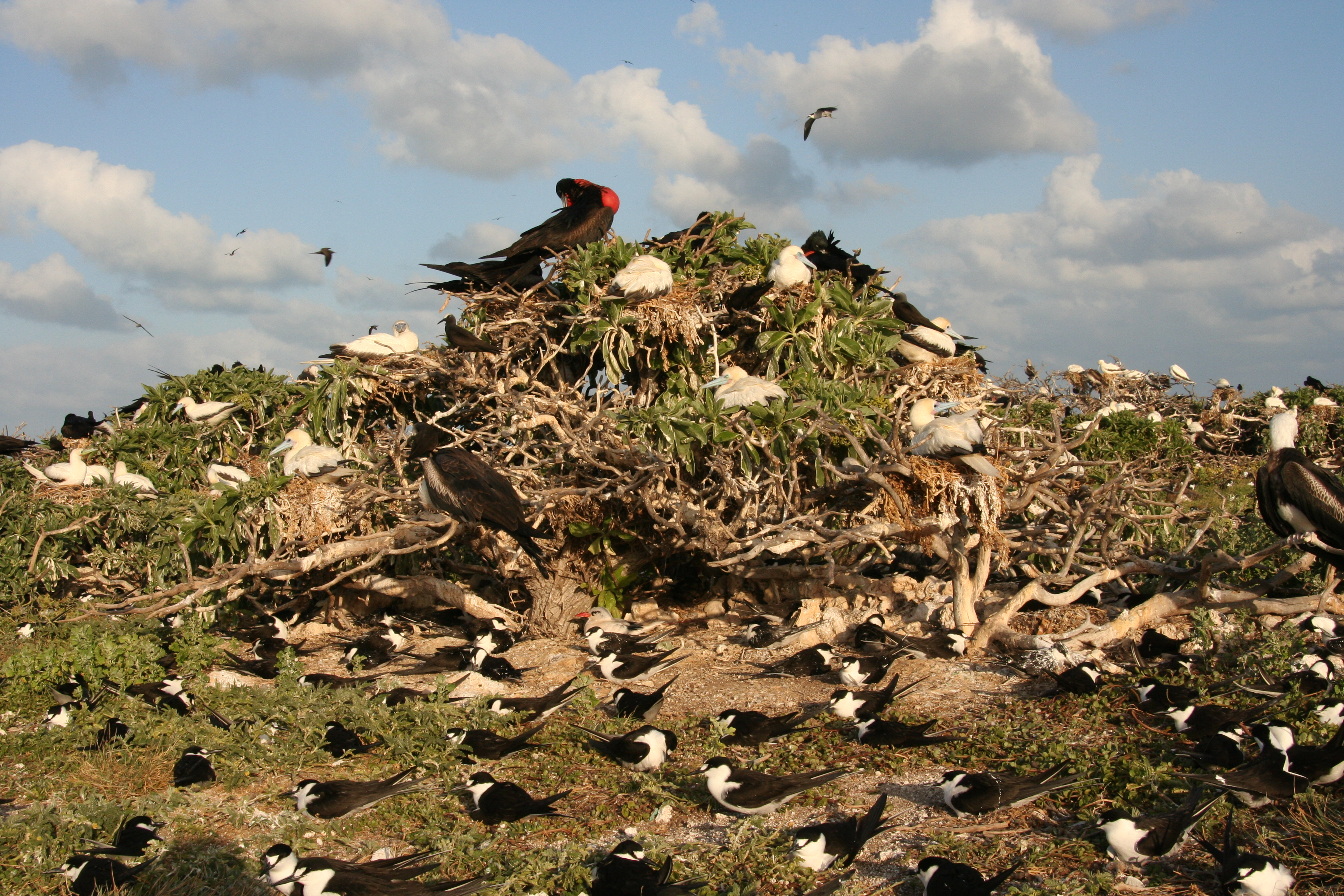
Colónia de aves marinhas no Hawaii. Tesourões-grandes, Trinta-réis-pretos e Atobás-de-patas-vermelhas nidificam em arbustos enquanto que Rabos-de-palha-de-cauda-vermelha e Gaivinhas-de-dorso-preto nidificam no solo em volta ou abaixo dos arbustos.

Uma colónia de aves marinhas é um local frequentado por aves marinhas com o fim de procederem, principalmente, à sua reprodução. Ainda que algumas colónias sejam de pequenas dimensões, as mais conhecidas podem conter centenas ou milhares de aves (algumas têm mais de um milhão). Localizam-se, geralmente, em zonas costeiras (por exemplo, falésias, rochedos, ilhas, praias, etc.), ainda que algumas aves, tradicionalmente consideradas como aves marinhas,  se tenham dispersado e fundado colónias no interior de zonas continentais. Alguns petréis e outros procelarídeos nidificam em montanhas e rochedos no interior de massas continentais.